# Sono ancora io
Albums de Deborah Iurato
Libere
(2014)
Sono ancora io est le deuxième album studio de Deborah Iurato.

## Titres
1. Via da qui (avec Giovanni Caccamo) – 3:38 (Giuliano Sangiorgi)
2. Mi allontanerò – 3:27 (Bungaro, Cesare Chiodo, Piero Romitelli)
3. Sono ancora io – 3:48 (Andrea Bonomo, Luca Chiaravalli, Gianluigi Fazio)
4. Amore senza fine (avec Giovanni Caccamo) – 2:58 (Pino Daniele) – Initialement interprété par Pino Daniele
5. Liberi così – 3:31 (Piero Romitelli, Davide Simonetta, G. Panzarini)
6. Da sola – 3:21 (texte: Giovanni Caccamo)
7. L'amore non è – 3:35 (Lorenzo Vizzini)
8. Fermeremo il tempo (avec Marco Rotelli) – 3:20 (texte : Marco Rotellini, Marco Sfratato, Sebastiano Zucchelli – musique : Marco Rotellini, Sebastiano Zucchelli, Giuseppe Landro)
9. Libere – 3:40
10. Anche se fuori è inverno (Acoustic Version) – 3:20
11. Se io fossi un angelo (Acoustic Version) – 3:31